# Benoît Cassart
Benoît Cassart (ur. 2 października 1968 w Liège) – belgijski i waloński rolnik, działacz gospodarczy i polityk, poseł do Parlamentu Europejskiego X kadencji.

## Życiorys
W 1993 ukończył ekonomię na Université catholique de Louvain. Z zawodu rolnik z gminy Havelange, specjalizujący się w hodowli zwierząt. Został sekretarzem generalnym federacji FNCBV, reprezentującej rzeźnie i sprzedawców hurtowych branży mięsnej. Działacz Ruchu Reformatorskiego. W wyborach europejskich w 2024 z ramienia MR uzyskał mandat posła do PE X kadencji.